# Фальбюгден

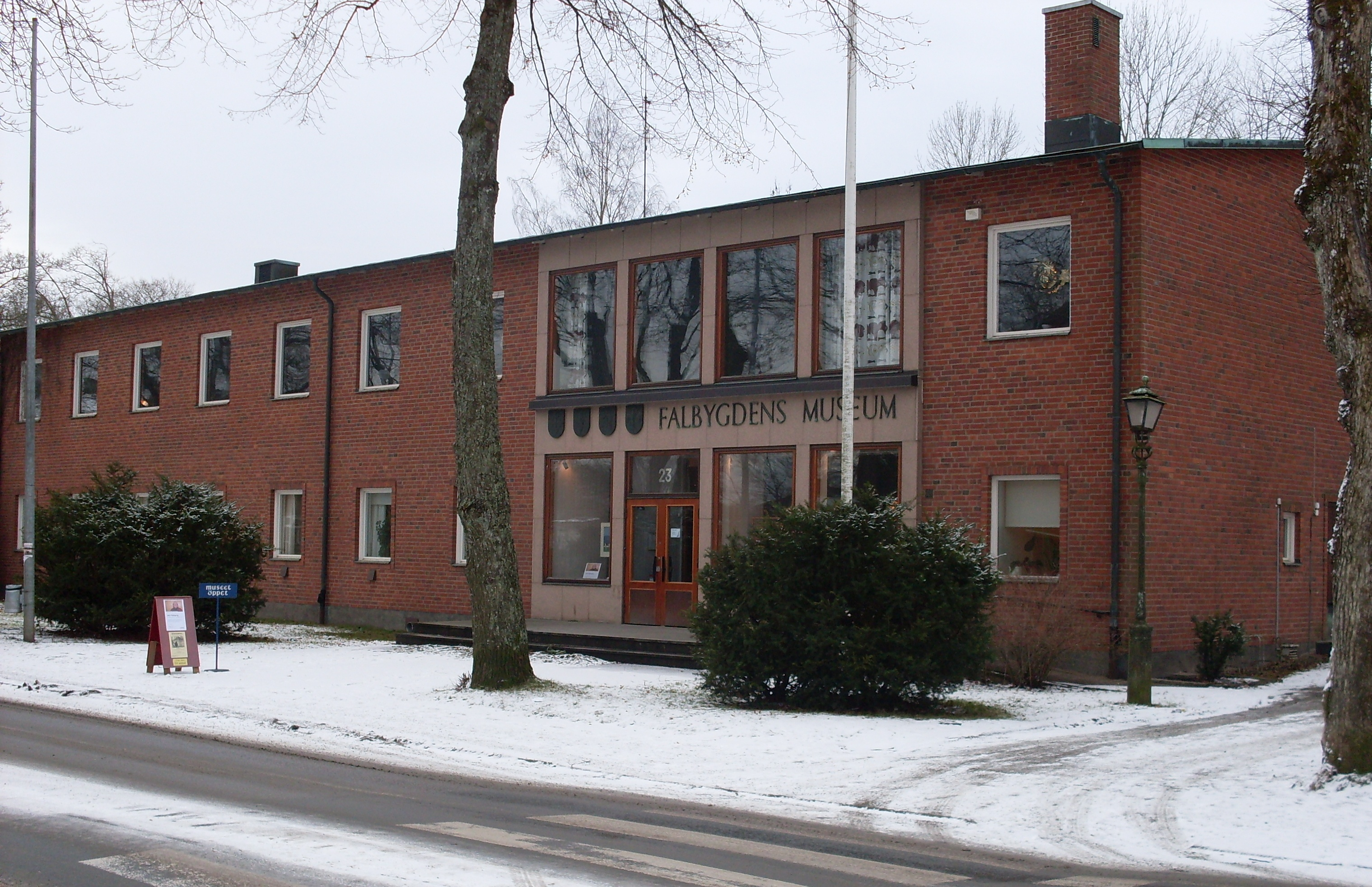
Музей Фальбюгдена, Фальчепінг

Фальбюгден (швед. Falbygden) — історико-культурний район в  Швеції.

## Географія
Регіон Фальбюгден розташований між озерами Венерн і Веттерн в західній частині Швеції навколо центрального плоскогір'я провінції Вестерйотланд. Територія Фальбюгдена займає трикутник розміром в 50х50х30 км і здебільшого знаходиться в комуні  Фальчепінг, а також захоплює частини комун Скара, Шйовде та Тідагольм.

## Археологія
У Фальбюгдені вченими були зроблені численні знахідки людських поселень і поховань, що відносяться до епохи кам'яної доби, і які висунули цей шведський регіон в ранг однієї з найважливіших культурних областей Європи епохи неоліту. Тут були відкриті близько 270  коридорних гробниць, створених близько 3000 року до н. е. — що становить 3/4 від загальної кількості такого роду пам'ятників на території Швеції, а також кам'яні поховання-саркофаги, могильні кургани і т. д. Виявлені під час розкопок експонати вказують не тільки на досить раннє заселення людиною цієї території, але і на наявність тут в ті часи сформованого сільськогосподарського товариства, безперервно зберігав і розвивалося в Фальбюгдені більше 5000 років аж до наших днів.

## Галерея

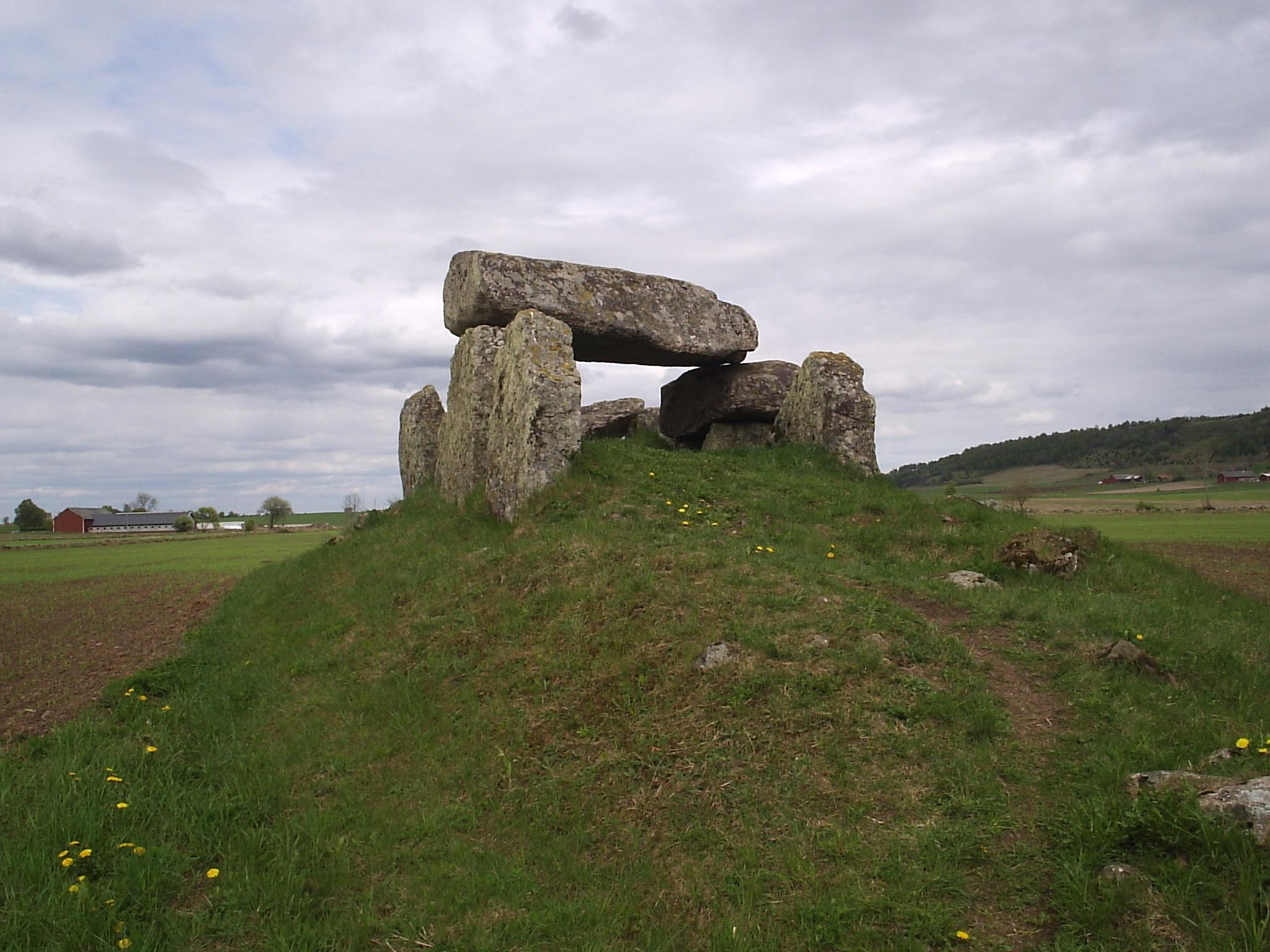
Коридорна гробниця в Луттра
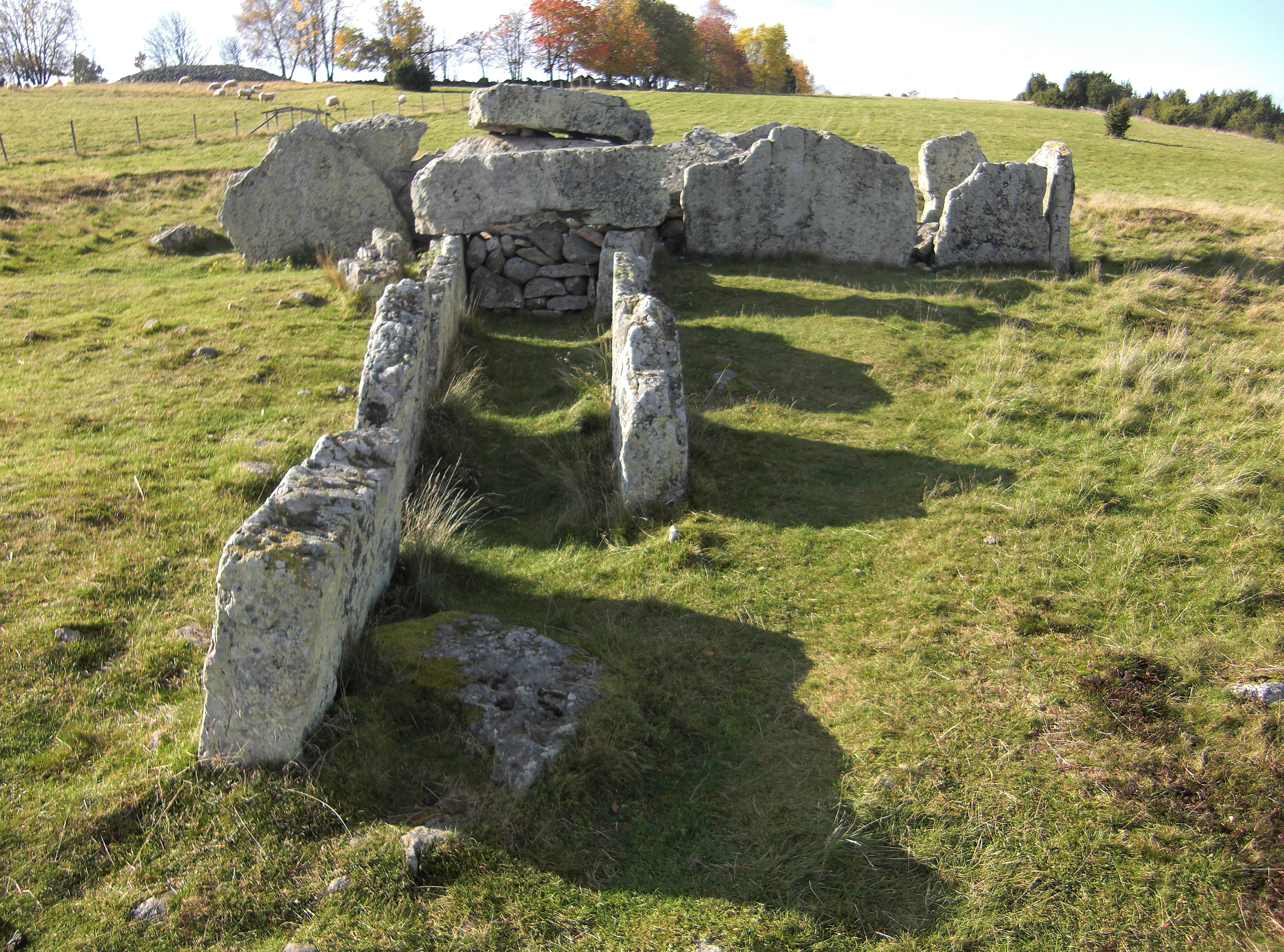
Неолітичні споруди
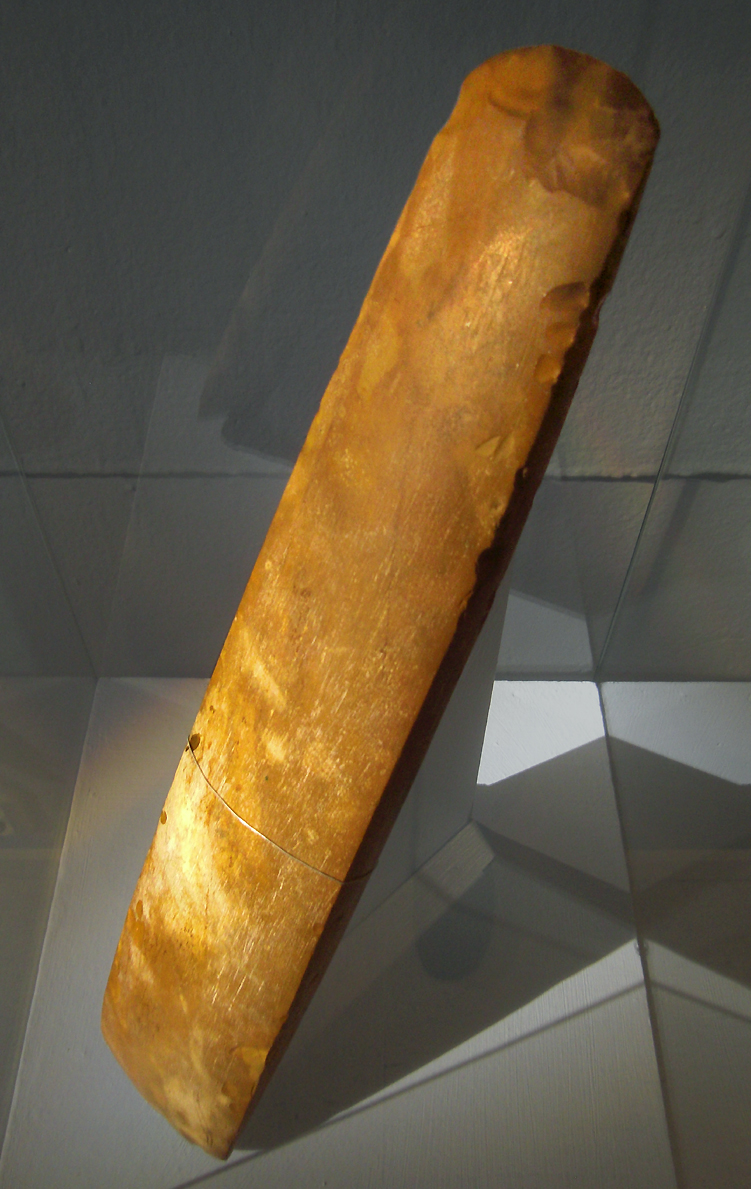
Кам'яна сокира епохи неоліту
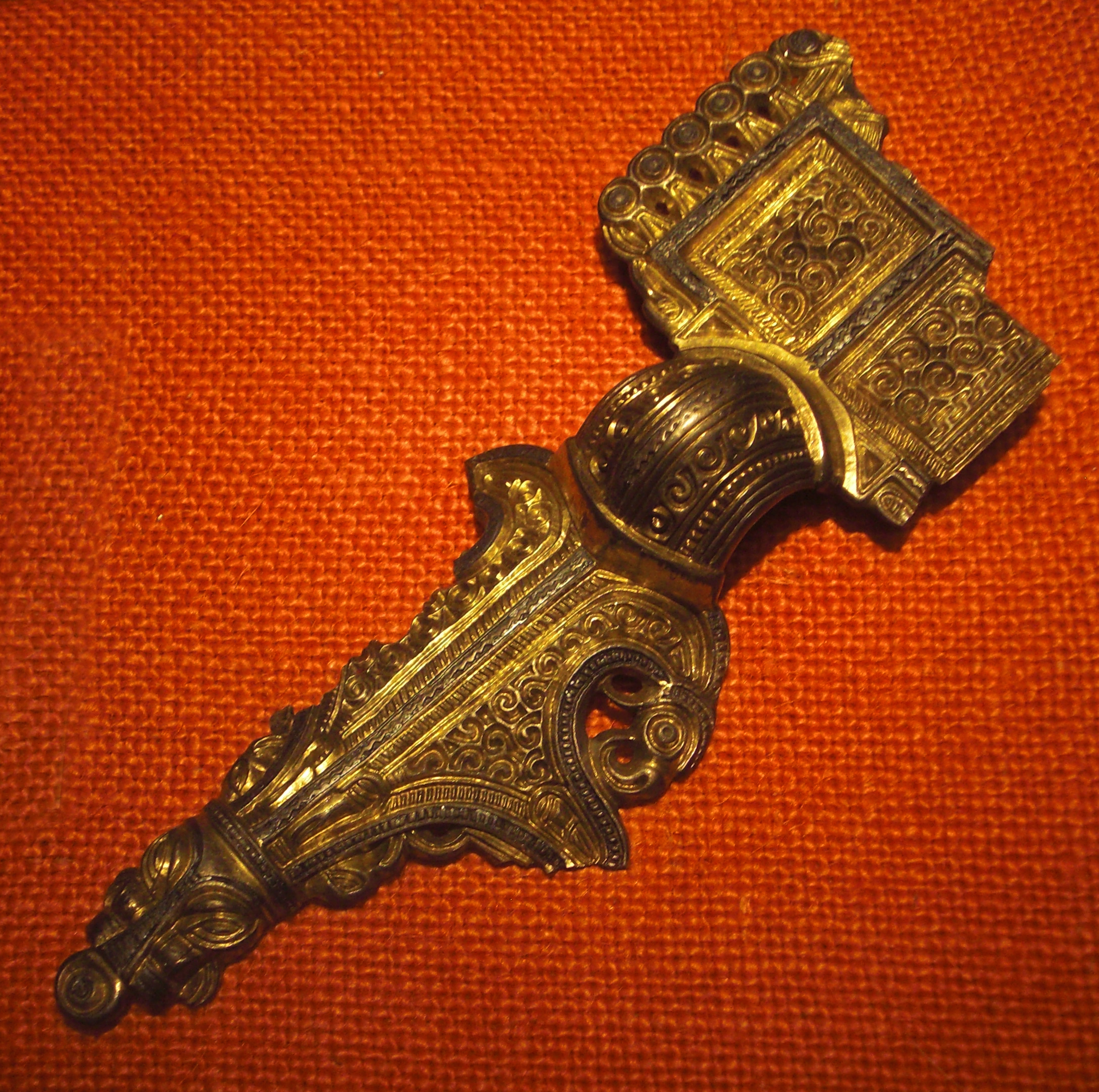
Фібула часів Великого переселення народів
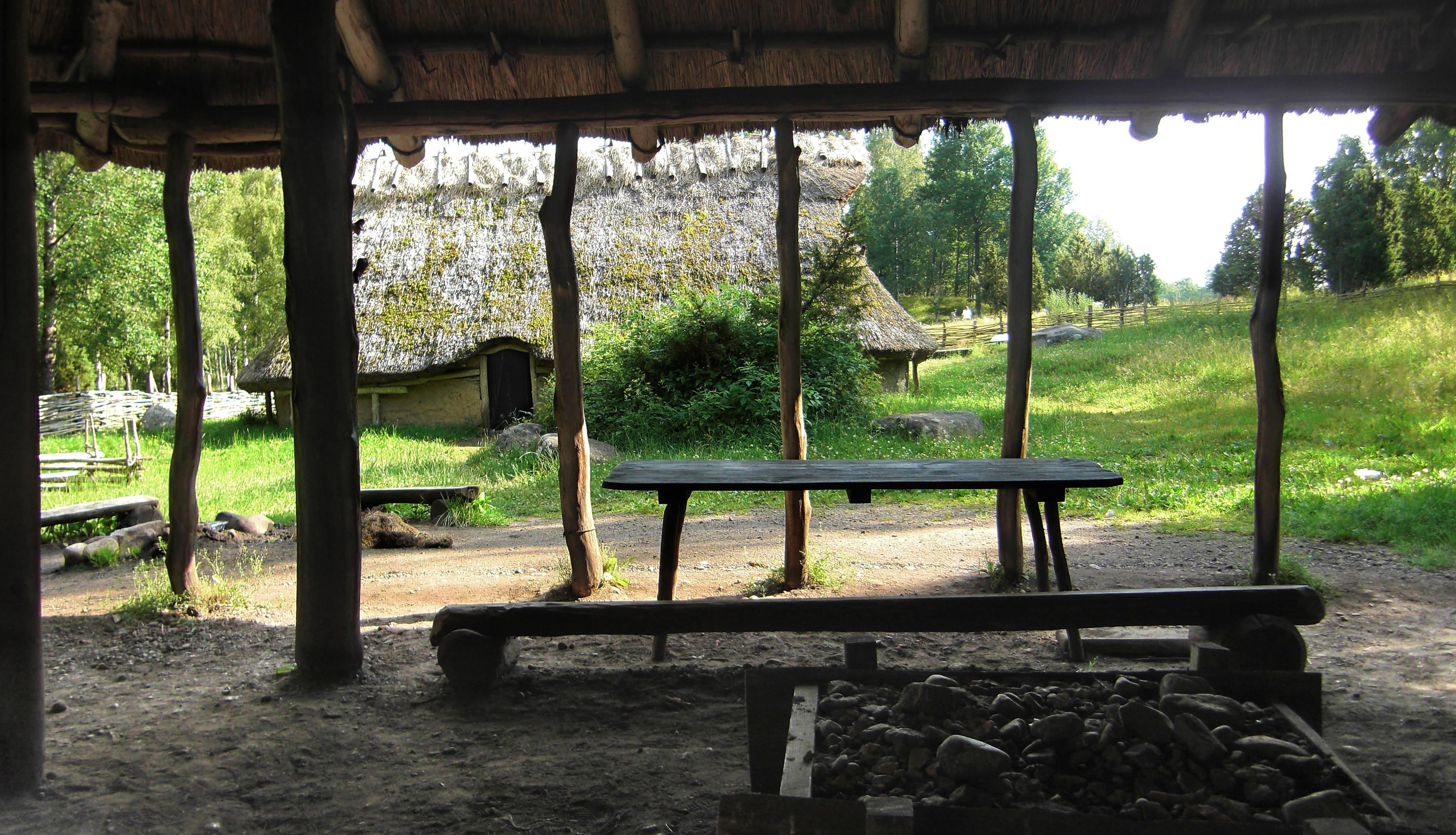
Реконструкція будівель часів бронзового століття